# Шарымов, Александр Матвеевич
Александр Матвеевич Шарымов (4 июня 1936 года, Свердловск — 17 марта 2003 года, Санкт-Петербург) — поэт, переводчик, писатель-историк, филолог, журналист, автор замечательного труда «Предыстория Санкт-Петербурга» и перевода «Хроник Эйрика». Работал в редакции газеты «Ленинградская правда», на радио, в журналах «Нева» и «Аврора». Автор повестей из истории раннего Петербурга: «1703 год», «Кроншлот», «Выборгский поход 1706 года», «Отражение Любеккера», ряда исторических исследований и очерков из истории Приневья. Член Санкт-Петербургского союза журналистов и Союза писателей Санкт-Петербурга.

## Биография
Отец, Шарымов, Матвей Филиппович (1905—1968), актёр УОДТ, заслуженный артист РСФСР. Мать, Валентина Иванова, работала библиотекарем в оренбургском (чкаловском) Доме офицеров. Стихи начал писать в девятилетнем возрасте. С третьего класса начал изучать английский, затем занялся переводами. Окончил отделение журналистики Ленинградского университета (1959). В течение последующих десяти лет работал литературным сотрудником в газетах «Камчатская правда» и «Ленинградская правда», редактором на Петрозаводском телевидении и Ленинградском радио, где был в конце 1960-х гг. автором и ведущим литературно-музыкальной программы «Пёстрая шкала», по мнению Александра Житинского во многом предвосхитившей более современные форматы радиовещания. Работал также в редакции журнала «Нева».
В 1969 году при создании журнала «Аврора» был назначен его ответственным секретарём. Играл наиболее значительную роль в формировании нового издания, привлёк на его страницы таких авторов, как Даниил Гранин, Александр Володин, Всеволод Рождественский, Михаил Дудин, Вадим Шефнер, Лев Успенский, Сергей Довлатов, Лев Лосев, художника Михаила Беломлинского….
Долгое время работал по договорам. В 1991—1996 гг. вновь в журнале «Аврора», ответственный секретарь и заместитель главного редактора.

## Творчество
Автор историко-документальных повестей из истории раннего Петербурга «1703 год», «Кроншлот», «Выборгский поход 1706 года», «Отражение Любеккера», ряда исторических исследований и очерков из истории Приневья. Часть этих работ составила книгу «Предыстория Санкт-Петербурга.1703 год» (2001).
На протяжении всей жизни писал стихи, однако опубликовал лишь несколько в журналах «Аврора» и «Костер». Его поэтический дар был высоко оценен Иосифом Бродским, Львом Лосевым, Михаилом Ереминым, Владимиром Уфляндом, Дмитрием Быковым. В мае 2001 года вышла в свет книга «Стихи и комментарии» в издательстве «Геликон плюс», а в 2006 году — там же исправленное и дополненное 2-е издание. В книгу также вошёл ряд поэтических переводов, включая поэму Владимира Набокова из романа «Бледный огонь».
Выступил как автор сценария художественных фильмов «Комендант Пушкин» (1986, по рассказу Бориса Лавренёва) и «Сороковой день» (1988, по мотивам произведений Сергея Есина), режиссёр Олег Ерышев. В 1970—1980-е гг. написал и сценарии к десяткам документальных фильмов.
Член Санкт-Петербургского союза журналистов и Союза писателей Санкт-Петербурга.

## Семья
Первая жена — Наташа Шарымова, журналист, театральный критик, продюсер. Вторая жена — Ирэна Каспари, составитель двух книг А. М. Шарымова. Две дочери.